# Семёновский (станция)
Семёновский — станция Волгоградского отделения Приволжской железной дороги, находится в хуторе Усть-Грязнуха Камышинского района Волгоградской области.
Станция электрифицирована на переменном токе.